# Свирстрой
Свирстрой (на руски: Свирьстрой) е селище от градски тип в Русия, разположено в Лодейнополски район, Ленинградска област. Населението му към 1 януари 2018 година е 881 души.